# 8 août dans les chemins de fer
8 juillet 8 septembre
Chronologies thématiques
- Croisades
- Sports
- Disney

Cette page concerne les événements qui se sont déroulés un 8 août dans les chemins de fer.

## Événements

### XIXesiècle
- 1898 : ouverture de la ligne Waterloo & City du métro de Londres.

### XXesiècle
- 1942. Inde : le Mumbai Rajdhani, un des grands trains indiens de voyageurs, est inauguré par le Mahatma Gandhi à Mumbai.

### XXIesiècle
- 2010 : Ouverture de la ligne U55 du métro de Berlin, qui est à la fois la plus courte, et la plus récente de ce réseau ferré. Elle dessert la gare Hauptbahnhof, plus grande gare de Berlin, jusqu'à la gare de Unter den Linden, sur une grande avenue berlinoise, et cela en passant par le Bundestag, siège d'une grande assemblée allemande.